# Ontake-hegy (Nagano)
Az Ontake-hegy (御嶽山; Ontake-szan; Hepburn: Ontake-san) vagy Kiszo Ontake-hegy (木曽御嶽山; Kiszo Ontake-szan; Hepburn: Kiso Ontake-san) Japán második legmagasabb tűzhányója 3067 méteres magasságával. A 100 híres japán hegy egyike.

## Elhelyezkedése
Az Ontake-hegy megközelítőleg 100 kilométerre északkeletre található Nagojától Kiszo és Ótaki városok között, Nagano és Gifu prefektúra határán.

## Leírása
Az Ontake-hegy Japán második legmagasabb tűzhányója 3067 méteres magasságával. Rétegvulkán. A hegyen 2905 méteres magasságban található Ni no Ike (二ノ池) krátertó Japán legmagasabban fekvő hegyi tava.
Az Ontake egy jelentős szent hegy, ahová színészek és más művészek járnak sámánisztikus gyakorlatokat végezni, hogy isteni ihletet szerezzenek alkotótevékenységükhöz.

## Kitörései
A hegyről úgy vélik, hogy inaktív volt egészen 1979 októberéig, amikor egy kitöréssorozatban 200 000 tonna hamut lövellt a magasba.
1991 és 2007 között több kisebb kitörést észleltek.

### 2014-es kitörés
A legutolsó kitörést 2014. szeptember 27-én, helyi idő (UTC +9) szerint délelőtt 11 óra 53 perckor észlelték. Az NHK tudósítása szerint a sűrű, szürke hamufelhőt 10 kilométer magasba lövellte a tűzhányó. A természeti katasztrófában a korai hírek szerint 32-en eltűntek, 40-en megsebesültek. A hatóságok később jelentették, hogy 30 halott turistára bukkantak a tűzhányó csúcsának közelében. A turistáknak leállt a szívműködése, semmilyen életjelet nem mutattak. Négy nappal a kitörés után a katonákból és tűzoltókból álló ezer fős mentőcsapat újabb hét áldozatra bukkant, akiknek szintén leállt a szívműködésük. Ezzel a halálos áldozatok száma 43-ra emelkedett. Október 7-én 54 halálos áldozatról számoltak be.

## Érdekesség
A Tokióban található Mitake-hegy japán írása (御嶽山) megegyezik az Ontake-hegy írásával.

## Galéria

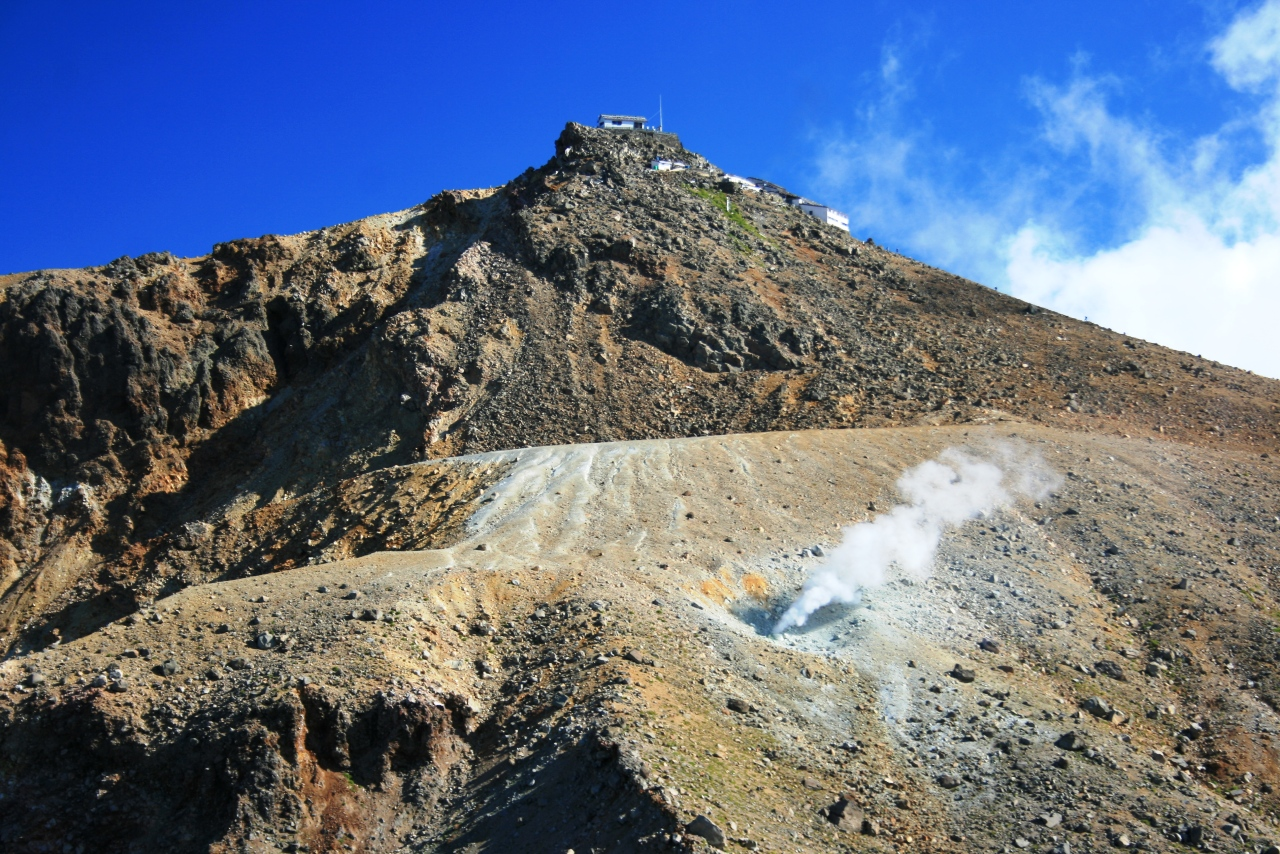
Az Ontake-hegy és egy fumarola
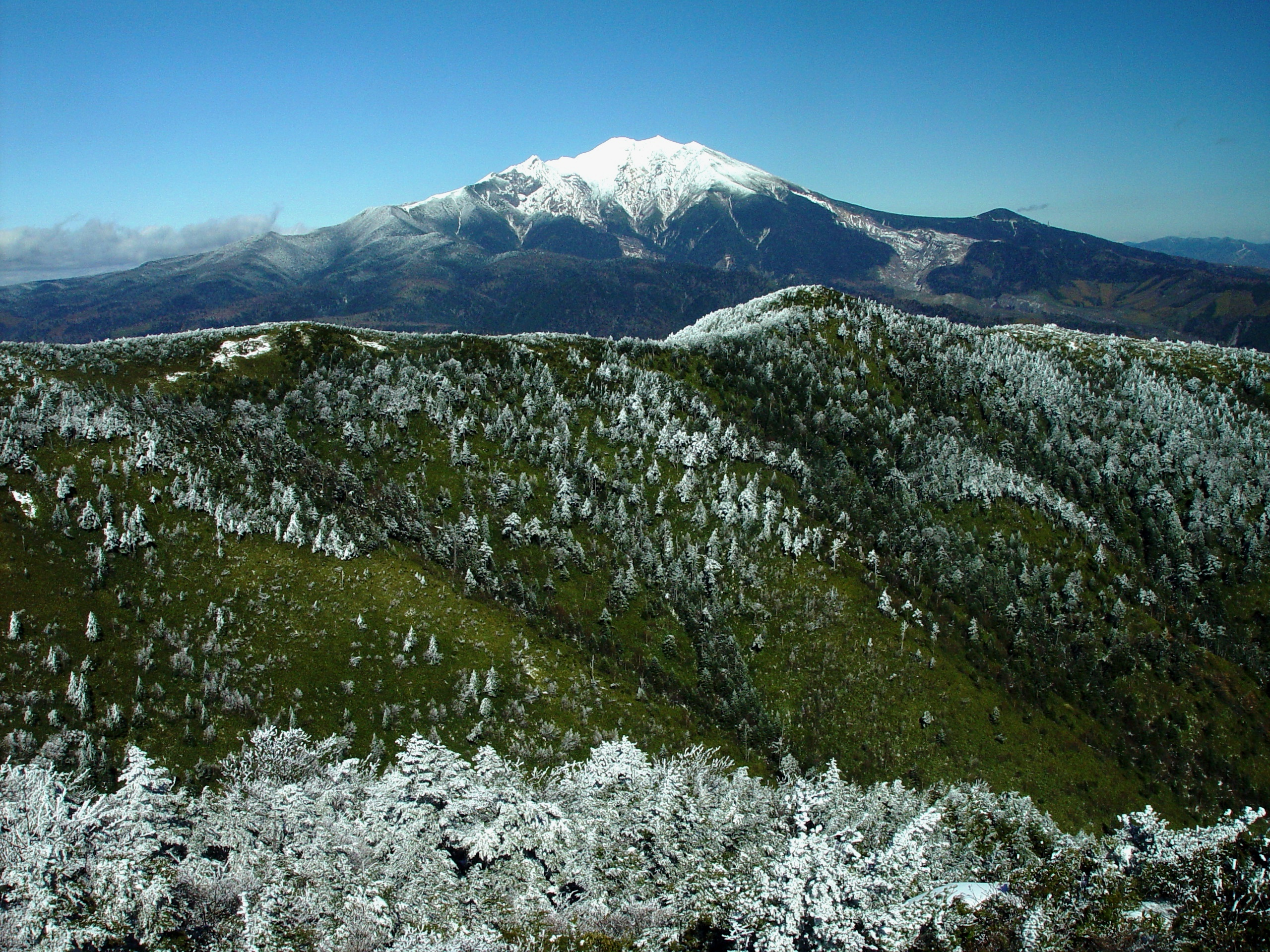
A Kohide-hegyről nézve
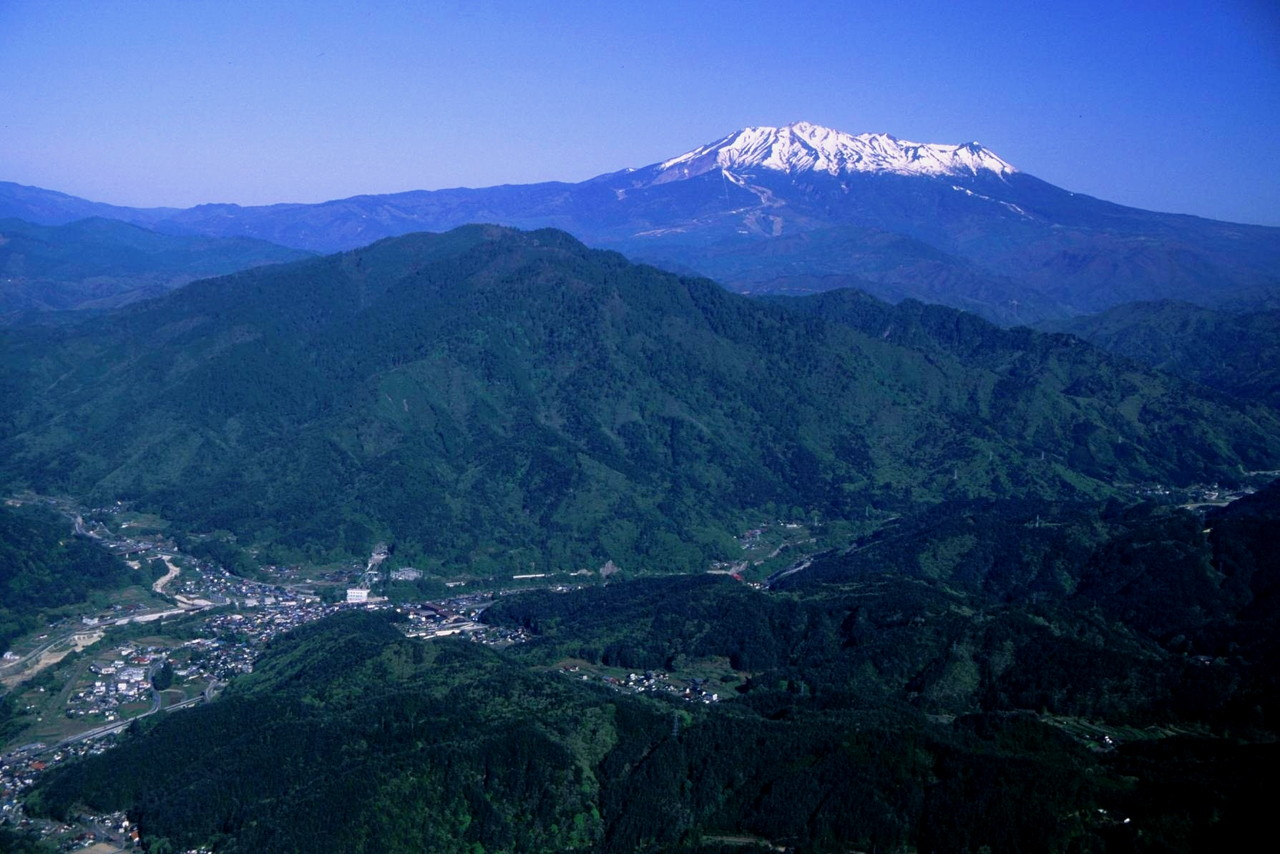
A Kazakosi-hegy felől nézve; az előtérben Agemacu
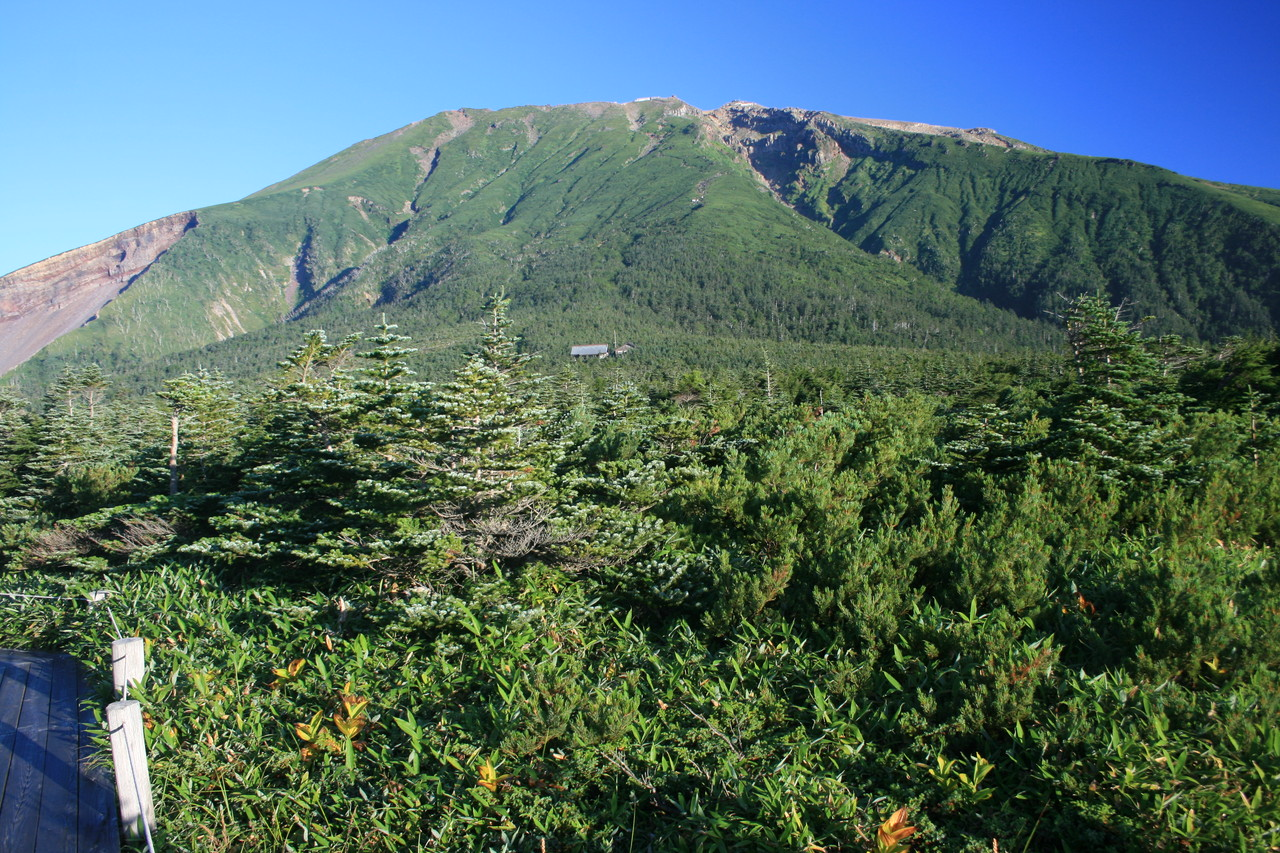
A Tanohara Nemzeti Kert felől